# Johanna Tesch
Johanna Friederike Tesch-Carrilon (Frankfurt am Main, 24 maart 1875 – Ravensbrück, 13 maart 1945) was een Duitse politica. Zij was een van de leidende figuren binnen de SPD in de jaren twintig van de twintigste eeuw. Zij werd gearresteerd na de mislukte moordaanslag op Adolf Hitler, waar zij niet bij betrokken was, en vastgezet in concentratiekamp Ravensbrück waar zij een half jaar na haar aanhouding overleed.

## Levensloop
Tesch, geboren als Carrilon, werd geboren in een familie die oorspronkelijk afstamde van de Hugenoten. Haar vader was kleermaker. Zij trouwde rond 1900 met Richard Tesch, ook kleermaker van beroep. Het echtpaar kreeg kort achter elkaar drie zonen. Na de geboorte van het jongste kind in 1902 raakte Tesch op lokaal niveau betrokken bij de politiek. Zij maakte zich hard voor betere opleidingskansen voor vrouwen en de positie van de vele dienstmeisjes in Frankfurt, die vaak lange uren maakten. Tesch sloot zich in 1909 aan bij de SPD, kort nadat het vrouwen werd toegestaan om lid te worden van een politieke partij.
Haar oudste zoon verloor het leven vroeg in de Eerste Wereldoorlog. Tesch zelf zette zich gedurende de oorlog in bij de ondersteuning van oorlogsslachtoffers. Van 1916 tot 1920 werkte zij voor de sociale dienst van Frankfurt am Main. Na het uitroepen van de Weimar-republiek werd Tesch op landelijk niveau politiek actief. Zij was lid van de Nationale Vergadering van Weimar, die in 1919 een nieuwe grondwet opstelde.
Bij de landelijke verkiezingen van 1920 stond Tesch voor de SPD kandidaat. De partij verloor een derde van haar zetels, maar bleef de grootste. Zij was vier jaar lid van het parlement totdat zij haar zetel verloor bij de verkiezingen van mei 1924. Na het vertrek uit het parlement bleef Tesch actief voor de partij. Zij gaf presentaties over belastingbeleid, armoede en aan vrouwen gerelateerde onderwerpen.
Na de machtsovername van de nazi's in 1933 werden andere politieke partijen verboden. Zowel haar man als jongste zoon Carl verloren hun baan bij de vakbond. Richard en Johanna Tesch gingen met pensioen, terwijl Carl in 1935 naar Zwitserland emigreerde. In 1938 bracht het echtpaar-Tesch daar enige maanden door waar zij ontmoetingen hadden met verbannen Duitse vakbondsleden en de leiders van de Sociaaldemocratische Partij van Zwitserland.
Het regime had lijsten met namen van politieke tegenstanders. Daarop stonden veel voormalige linkse politici uit het Weimartijdperk. De lijsten werden gebruikt voor massale wraakacties na de mislukte moordaanslag op Adolf Hitler op 20 juli 1944. Tesch werd op 22 augustus gearresteerd. Haar tweede zoon Wilhelm, die als Flaksoldaat diende, was op dat moment al om het leven gekomen. Ten tijde van haar arrestatie kampte Tesch al met hart- en nierproblemen. Zij hield het een half jaar vol in gevangenschap. Drie dagen nadat ze afscheidsbrief schreef overleed ze in concentratiekamp Ravensbrück.

## Eerbetoon
In Frankfurt am Main is een school en een metrohalte naar haar vernoemd: de Johanna-Tesch-Platz. In Gummersbach draagt een peuterspeelzaal haar naam. Bij haar voormalige woonhuis aan Am alten Volkshaus 1 werd in 1995 een herdenkingsplaquette bevestigd. Tesch' naam prijkt ook op het monument bij de Rijksdag waarop de 96 parlementsleden die als gevolg van het nazi-geweld omkwamen worden herdacht.
- Gemeinsame Normdatei: 130078948
- Virtual International Authority File: 77411675
- WorldCat: E39PBJjXk8J7MdwP3Wm9QWc773